# 앨런 슈거

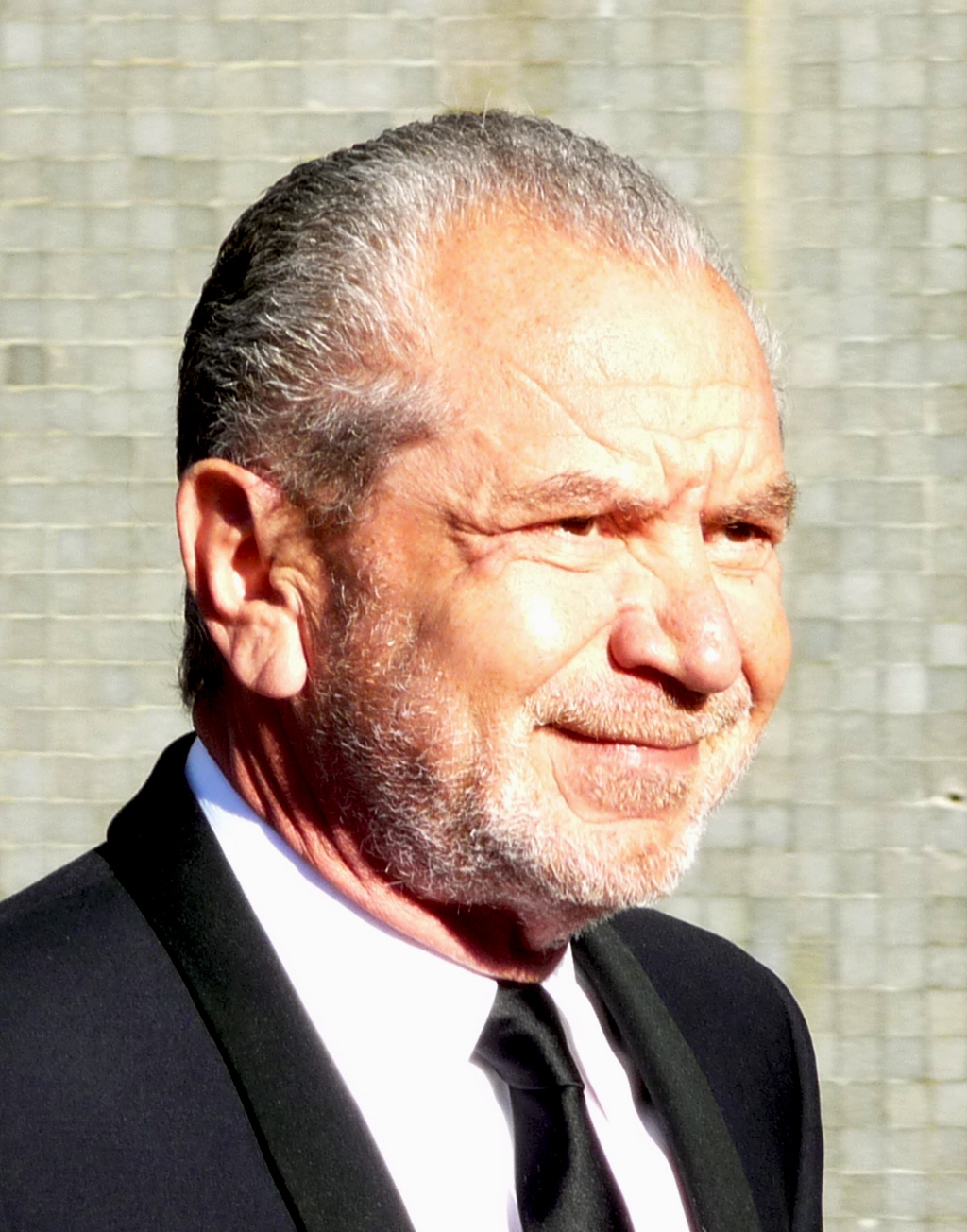
2010년 제63회 영국 아카데미 영화상 시상식에서의 모습

앨런 슈거(Alan Sugar, 본명: Alan Michael Sugar, Baron Sugar, 1947년 3월 24일 ~ )는 영국의 사업가이자 언론인, 작가, 정치인 및 정치 고문이다. 1968년에 그는 나중에 그의 가장 큰 사업 벤처가 될 가전제품 회사인 암스트래드를 시작했다. 2007년에 그는 회사에 남아 있는 지분을 £125M에 BSkyB에 매각했다.
슈거는 1991년부터 2001년까지 토트넘의 회장이자 부분 소유주였으며, 2007년에도 클럽의 남은 지분을 £25m에 매각했다. 그는 또한 2005년부터 2020년을 제외하고 매년 방송되는 BBC 리얼리티 경쟁 시리즈 디 어프렌티스(The Apprentice)의 진행자이자 보스(Boss)로 알려져 있다. 그는 또한 2021년 오스트레일리아의 나인 네트워크의 "The Celebrity Apprentice Australia" 역을 맡았다.
선데이 타임스 리치 리스트에 따르면 슈거는 2015년에 억만장자가 되었다. 2021년 그의 재산은 12억 1천만 파운드로 추산되어 영국에서 138번째로 부유한 사람으로 선정되었다.